# 牟介宇
牟介宇（1981年—），出生于中国大陆山东省莒县。职业油画家。

## 人物经历
牟介宇出生于山东省潍坊，中国知名油画家，曾在北京等多地举办画展。

## 代表作品
《高神父》

《爱》

《兄弟》

《赌》

《乔神父》

《旨意》

《馋》